# Ctenocella
Ctenocella is een geslacht van neteldieren uit de klasse van de Anthozoa (bloemdieren).

## Soorten
- Ctenocella longata (Pallas, 1776)
- Ctenocella lyra Toeplitz, 1919
- Ctenocella pectinata (Pallas, 1766)
- Ctenocella ramosa (Simpson, 1910)
- Ctenocella sasappo (Pallas, 1766)